# Hospital clínico del condado de Arad
El Hospital clínico del condado de Arad (en rumano: Spitalul Clinic Județean de Urgență Arad) es un gran hospital situado en Arad, Rumania. El complejo de salud sirve a la totalidad del Condado de Arad. El hospital es un centro de usos múltiples. Se organiza a través secciones para cada rama de la medicina (incluida la psiquiatría).
Se abrieron los primeros salones del hospital en 1775. En ese momento, Arad se encontraba en el Imperio Austro-Húngaro, y por lo tanto el hospital fue operado en parte por el personal de Hungría. El hospital original es el Hospital Municipal actual, ahora parte de este complejo.
La historia del hospital, sigue siendo incierta hasta la Segunda Guerra Mundial, cuando se utilizó el hospital como un hospital militar, porque Arad no era un objetivo militar de importancia.
En la década de 1960, el hospital fue ampliado con tres plantas adicionales, para un total de cinco plantas.